# Смешанная парная сборная Таиланда по кёрлингу
Смешанная парная сборная Таиланда по кёрлингу — смешанная национальная сборная команда (составленная из одного мужчины и одной женщины), представляет Таиланд на международных соревнованиях по кёрлингу. Управляющей организацией выступает Ассоциация кёрлинга Таиланда (англ. Thai Curling Association, Curling Association of Thailand).

## Результаты выступлений

### Зимние Азиатские игры
| Год       | Место          | И              | В              | П              | Состав (женщина, мужчина, тренер)                             |
| --------- | -------------- | -------------- | -------------- | -------------- | ------------------------------------------------------------- |
| 2003—2017 | не участвовали | не участвовали | не участвовали | не участвовали | не участвовали                                                |
| 2025      | 8              | 5              | 2              | 3              | Чанатип Сонхам, Teekawin Jearateerawit, тренер: Chatchai Choi |